# Pachyballus cordiformis
Pachyballus cordiformis là một loài nhện trong họ Salticidae.
Loài này thuộc chi Pachyballus. Pachyballus cordiformis được Lucien Berland & Millot miêu tả năm 1941.